# Welcome (film)
Pour les articles homonymes, voir Welcome.
Pour plus de détails, voir Fiche technique et Distribution.
Welcome est un film français réalisé par Philippe Lioret et sorti en 2009.

## Synopsis
À Calais, Bilal, jeune Kurde étranger en situation irrégulière, originaire d'Irak, a le projet d'aller en Angleterre pour retrouver sa petite amie, Mîna, et devenir footballeur professionnel, si possible dans son équipe favorite : Manchester United. Il fait donc appel à un passeur et embarque à bord d'un poids lourd avec d'autres migrants, mais ils sont repérés et arrêtés par la police car Bilal n'a pas réussi à retenir son souffle assez longtemps pour ne pas se faire détecter par leur capteur de dioxyde de carbone. Bilal décide alors de prendre des cours de natation pour traverser la Manche à la nage. Il se rend à la piscine municipale, où il rencontre Simon, un ancien champion de France de natation, devenu maître-nageur. Celui-ci traverse une période difficile de sa vie : il est sur le point d'officialiser son divorce avec Marion, qui œuvre par ailleurs dans une association d'aide aux sans-papiers.

## Fiche technique
- Titre : Welcome
- Réalisation : Philippe Lioret
- Scénario : Philippe Lioret, Emmanuel Courcol et Olivier Adam
- Musique originale : Nicola Piovani
  - Musiques préexistantes : Wojciech Kilar et Armand Amar
- Photographie : Laurent Dailland
- Montage : Andréa Sedlackova
- Son : Pierre Mertens, Laurent Quaglio et Éric Tisserand
- Costumes : Fanny Drouin
- Production : Christophe Rossignon
- Société de production : Nord-Ouest Production, en association avec les SOFICA Cinémage 2 et Cofinova 5
- Sociétés de distribution : Mars Distribution (France / salles) ; Warner Home Vidéo (France / vidéo)
- Pays de production :  France
- Langues de tournage : français, anglais, turc et kurde
- Format : couleur — 35 mm — 2,35:1 — DTS / Dolby Digital
- Genre : drame
- Durée : 110 minutes
- Dates de sortie :
  - Allemagne : 7 février 2009 (Berlinale) ; 4 février 2010 (sortie nationale)
  - France : 11 mars 2009
  - Belgique : 25 mars 2009

## Distribution
- Vincent Lindon : Simon Calmat
- Firat Ayverdi (en) : Bilal Kayani, « Bazda », kurde de 17 ans
- Audrey Dana : Marion, l'ex-femme de Simon
- Olivier Rabourdin : le lieutenant de police
- Derya Ayverdi : Mîna, l'amour que Bilal veut rejoindre
- Yannick Renier : Alain, le collègue de Simon à la piscine
- Mouafaq Rushdie : le père de Mîna
- Behi Djanati Atai : la mère de Mîna
- Patrick Ligardes : le voisin hostile
- Thierry Godard : Bruno, le collègue de Marion chez les bénévoles
- Fırat Çelik : Koban, l'immigré furieux contre Bilal
- Selim Akgül : Zoran, l'immigré copain de Bilal
- Jean-Paul Comart : le gradé chez Simon
- Jean-Pol Brissart : le juge
- Blandine Pélissier : la juge aux affaires familiales
- Éric Herson-Macarel : le policier du centre de rétention
- Gilles Masson : le gradé du centre de rétention
- Emmanuel Courcol : le directeur du supermarché
- Jean-François Fagour : l'agent de sécurité du supermarché
- Jean-Christophe Voiron : le chauffeur du camion tchèque
- Murat Subasi : le frère de Mîna

## Production

### Naissance du projet
Souhaitant faire un film sur les immigrés bloqués à Calais dans l'espoir d'entrer au Royaume-Uni, Philippe Lioret élabore avec Emmanuel Courcol et Olivier Adam un scénario en rencontrant les associations et les réfugiés du Calaisis.

### Budget et recettes
Il a été aidé par le CRRAV (Centre Régional de Ressources Audiovisuelles) à hauteur de 1 750 000 euros sur un budget de 9,5 millions d’euros.
Au 26 janvier 2010, le film cumula 1 205 065 entrées.

### Choix des interprètes
- Un certain nombre d'acteurs sont des non professionnels[1], et notamment Firat Ayverdi (en) et Derya Ayverdi, qui interprètent le jeune couple séparé qui cherche à se rejoindre, et qui sont frère et sœur dans la vie.
- Le coscénariste Emmanuel Courcol interprète un petit rôle : celui du directeur du supermarché qui exige le départ des deux immigrés.

## Réception

### Accueil critique
Il reçoit un accueil favorable par Télérama, qui qualifie ainsi la mise en scène de Philippe Lioret : 

« Intense et belle, elle repose sur des moments d’émotion — comme dans ces vieux chefs-d’œuvre italiens où il suffisait qu’un gamin glisse sa main dans celle de son père humilié pour que l’espoir renaisse. »

.

### Box-office en France
| Semaine du         | France | France  | France  |
| Semaine du         | Place  | Entrées | Cumul   |
| ------------------ | ------ | ------- | ------- |
| 11 mars au 17 mars | 2      | 274 730 | 274 730 |
| 18 mars au 24 mars | 3      | 319 084 | 593 814 |
| 25 mars au 31 mars | 6      | 185 073 | 778 887 |

### Réaction et polémique
À la suite de la sortie du film Welcome de Philippe Lioret, le député Daniel Goldberg a déposé une proposition de loi visant à dépénaliser le délit de solidarité, très médiatisée, débattue mais rejetée à l'Assemblée nationale le 30 avril 2009. Une autre proposition de loi a été déposée par le groupe communiste du Sénat, mais non discutée. Une proposition de loi devrait être déposée fin 2018 pour réduire ou supprimer la répression de l'aide à l'entrée et au séjour irréguliers des étrangers.

### Distinctions

#### Récompenses
- Festival de Berlin 2009 : Label Europa Cinemas et Prix Panorama du jury œcuménique
- Festival international du film de Durban 2009 : Meilleur réalisateur pour Philippe Lioret et meilleur acteur pour Firat Ayverdi (en)
- Festival international du film de Gijón 2009 : Meilleur scénario et Prix spécial du jury jeune
- Festival du film de Turin 2009 : Prix Maurizio Collino
- Festival international du film de Varsovie 2009 : Prix du public
- Heartland Film Festival d'Indianapolis 2009 : Grand Prix du film dramatique
- Prix LUX 2009 du Parlement européen[7]
- Prix 2009 de l'Association des journalistes de cinéma de l'Indiana : 2e place parmi les films en langue étrangère
- Prix lycéen du cinéma 2010
- Prix Lumière 2010 : meilleur film
- Festival international du film de Sofia 2010 : Mouette d'argent (prix de la municipalité de Bourgas)
- Prix 2010 du Syndicat national des journalistes de cinéma italiens : Ruban d'argent européen pour Vincent Lindon

#### Nominations
- César du cinéma 2010 :
  - Meilleur film
  - Meilleur réalisateur pour Philippe Lioret
  - Meilleur scénario original pour Philippe Lioret, Emmanuel Courcol et Olivier Adam
  - Meilleur acteur pour Vincent Lindon
  - Meilleure actrice dans un second rôle pour Audrey Dana
  - Meilleur espoir masculin pour Firat Ayverdi (en)
  - Meilleure musique pour Nicola Piovani
  - Meilleure photographie pour Laurent Dailland
  - Meilleur montage pour Andrea Sedláčková
  - Meilleur son pour Pierre Mertens, Laurent Quaglio et Éric Tisserand
- Prix David di Donatello 2010 : Meilleur film européen
- Globe de cristal 2010 : meilleur film et meilleur acteur pour Vincent Lindon
- Prix 2010 du Syndicat national des journalistes de cinéma italiens : Ruban d'argent du meilleur réalisateur européen pour Philippe Lioret

## Analyse
Le film porte un regard humain sur la condition des migrants sans papiers dans la France de 2008, de l'aide que peuvent leur apporter des Français sensibles à leur détresse, et dont certains pratiquent la désobéissance civile malgré les conséquences judiciaires auxquelles ils s'exposent sous le gouvernement de l'époque.[réf. nécessaire]

## Divers
- Le film commence sans générique. Ce n'est qu'à la fin que le titre Welcome apparaît avec la liste des acteurs.
- Le titre du film apparaît indirectement dans le film, sous la forme du paillasson du voisin du personnage principal, sur lequel on peut lire ironiquement « Welcome », alors que ce personnage est xénophobe, lâche et médisant.
- Le jeune Kurde, Bilal, est surnommé « Bazda », qui signifie « coureur », en raison des qualités athlétiques d'endurance de ce « footeux » fan du club anglais de Manchester United.
- L'écran de télévision diffuse, vers le début du film, un numéro de l'émission Ce soir (ou jamais !), de Frédéric Taddeï, qui réunissait sur son plateau trois « grandes dames » du cinéma français : Michèle Morgan, Micheline Presle et Danielle Darrieux.
- Philippe Lioret fait un caméo : lors de la scène où Simon part à la recherche de Bilal, il joue le rôle du passant promenant son chien sur la plage.